# Léon Torck
Léon Georges Jean Joseph Torck (Gent, 1 maart 1903 – Gentbrugge, 29 augustus 1969) was een Belgisch muziekpedagoog, dirigent en componist.
Hij was zoon van modiste Pauline Caroline Jospehine Baecke en kapper Jules Henri Charles Adolphe Torck, in later leven slagwerker onder andere bij de Nationaal Instituut voor de Radio-omroep (INR) te Elsene. Hij werd begraven op de Gentse Westerbegraafplaats.
Hij kreeg zijn opleiding aan het Koninklijk Conservatorium Gent, alwaar hij les kreeg van Oscar Roels, Martin Lunssens, Marcel Lamoureux en Leo Moeremans. Hij reeg de eerste prijzen aaneen: notenleer (1920), piano (1922), kamermuziek (1923), harmonieleer (1926) en fuga (1930). Tussen 1930 en 1968 was hij verbonden aan eerder genoemd conservatorium, eerst als leraar notenleer (vanaf 1930), harmonieleer (vanaf 1936), hogere graad notenleer (vanaf 1947). Tussen 1954 en 1968 was hij als directeur van dat conservatorium de opvolger van Jules-Toussaint De Sutter. Dit combineerde hij met de functie van directeur van de muziekschool in Gentbrugge (1935-1954). In die jaren leidde hij als dirigent de Gentse Conservatoriumorkesten, maar stond ook voor het Koninklijk Harmonieorkest Vooruit, zangkoor Marxkring en gemengd koor De Anseele-Vrienden. Een uitvoering die tot laat tot de verbeelding sprak was een concert op 7 maart 1964 waarbij hij met Lia Rottier, Louis Pas, Rudolf Werthen en Hendrik Diels optrad tijdens het Driekoningenkunstweekend.
Hij vond voorts tijd om composities te schrijven waarbij opvalt dat zijn stijl conservatief was. Hij greep terug op oude structuren en paste nauwelijks enige vernieuwingen toe. Hij schreef meer dan zestig werken, die (bijna) allemaal behoren tot het vergeten repertoire:
- opus 3: Vision d’Eve (symfonisch gedicht, bekroond door INR)
- opus 4: Sonate voor cello en piano (prijs Émile Mathieu)
- opus 9:  Cantate Hero en Leander
- opus 10: La conversion de St.Hubert (eervolle vermelding Prijs van Rome
- opus 15: La fée (kameropera)
- opus 20: Kwartet voor vier altviolen
- opus 21: Pianosonate
- opus 24: Klarinettenkwartet
- opus 25: Sonate voor contrabas en piano
- opus 29: België bevrijd (kinderkoor en harmonieorkest)
- opus 32: Marcia funebre
- opus 36: Aan Gentbrugge (eenstemmig koor en orkest)
- opus 40: Anseele (eenstemmig koor en orkest)
- opus 42: Pianoconcert
- opus 52: Barcarolle voor viool en piano
- opus 54: Strijkkwartet
- opus 56: Bécassine
- opus 58: Triomfmars (bekroond door INR)
- opus 59: Sonate voor viool en piano
- opus 60: Poeme élégiaque (althobo en orkest
- opus 61: Ortorium Les Tours
- Vioolconcert
- Kwintet voor sopraan, fluit, hobo, klarinet en fagot
- operette Miss Maud

In de 21e eeuw wordt vooral verwezen naar zijn pedagogische kant.
Die vernieuwingen probeerde hij wel op een ander vlak te bereiken via de socialistische beweging.